# Boots Mussulli
Henry 'Boots' Mussulli (Milford, 18 november 1917 - Norfolk, 23 september 1967) was een Amerikaanse jazzmuzikant (saxofoon, klarinet), componist en muziekpedagoog.

## Carrière
Mussulli begon op 12-jarige leeftijd klarinet te spelen. Rond 1940 werkte hij bij Mal Hallett in Massachusetts en behoorde in 1943/1944 tot de band van Teddy Powell. Van 1944 tot 1947 was hij naast Art Pepper, Bud Shank en Lennie Niehaus altsaxofonist in de bigband van Stan Kenton (Artistry In Rhythm) als solist te horen in The Man I Love. In 1949 wisselde hij naar het septet Bop for The People van Charlie Ventura, waarmee hij meewerkte bij opnamen. Voor tournees in 1952 en 1954 keerde hij terug naar Kenton. Tijdens de jaren 1950 nam hij ook enkele singles (Diga Diga Doo / Lullaby in Rhythm) en albums op onder zijn eigen naam. Bovendien werkte hij met Vido Musso, Gene Krupa (1948), Serge Chaloff, Toshiko Akiyoshi (1955) en Herb Pomeroy (Life Is a Many Splendored Gig, 1957). Vanaf midden jaren 1950 concentreerde hij zich intensiever op zijn werk als muziekpedagoog. Hij leidde het plaatselijke jeugdorkest The Milford Youth Band, waarmee hij in 1967 concerteerde tijdens het Newport Jazz Festival. Een van zijn bekendste leerlingen was Charlie Mariano.

## Overlijden
Boots Mussulli overleed op 23 september 1967 aan de gevolgen van kanker. In 2004 werd hij postuum opgenomen in de New England Jazz Hall of Fame.

## Discografie
- 1954: Boots Mussulli Quartet (Capitol Records)
- 1954: Serge Chaloff and Boots Mussulli (10-inch-LP, Storyville Records) met Russ Freeman, Jimmy Woode, Buzzy Drootin
- 1954: Kenton Presents Jazz: Boots Mussulli (Capitol Records)